# برگه ۴۱۰
برگه ۴۱۰ (به انگلیسی: Breguet 410) یک هواگرد ساختِ کارخانهٔ برگه اویاسیون در کشور فرانسه است . این هواگرد برای نخستین بار در ۱۹۳۱ میلادی مورد استفاده قرار گرفت.